# Toyota Porte
Toyota Porte — субкомпактвэн компании Toyota. Выпускается с 2004 года и продается только в Японии. Porte это трёхдверный микровэн, с платформой на базе Toyota Corolla.
Особенностью данного автомобиля является различное устройство боковых дверей. Справа (сторона водителя) стандартная дверь на шарнирах, а слева (сторона пассажира) сдвижная дверь, открываемая путём горизонтального перемещения назад на 770 мм. Салон в Toyota Porte считается самым просторным и удобным в своем классе.